# پستئو
پُستئو (به آلمانی: Posteo) یک ارائه‌دهندهٔ خدمات ایمیل واقع در برلین آلمان است که حساب‌های ایمیل پولی را به اشخاص و کسب و کارها ارائه می‌دهد.